# Iren Reppen

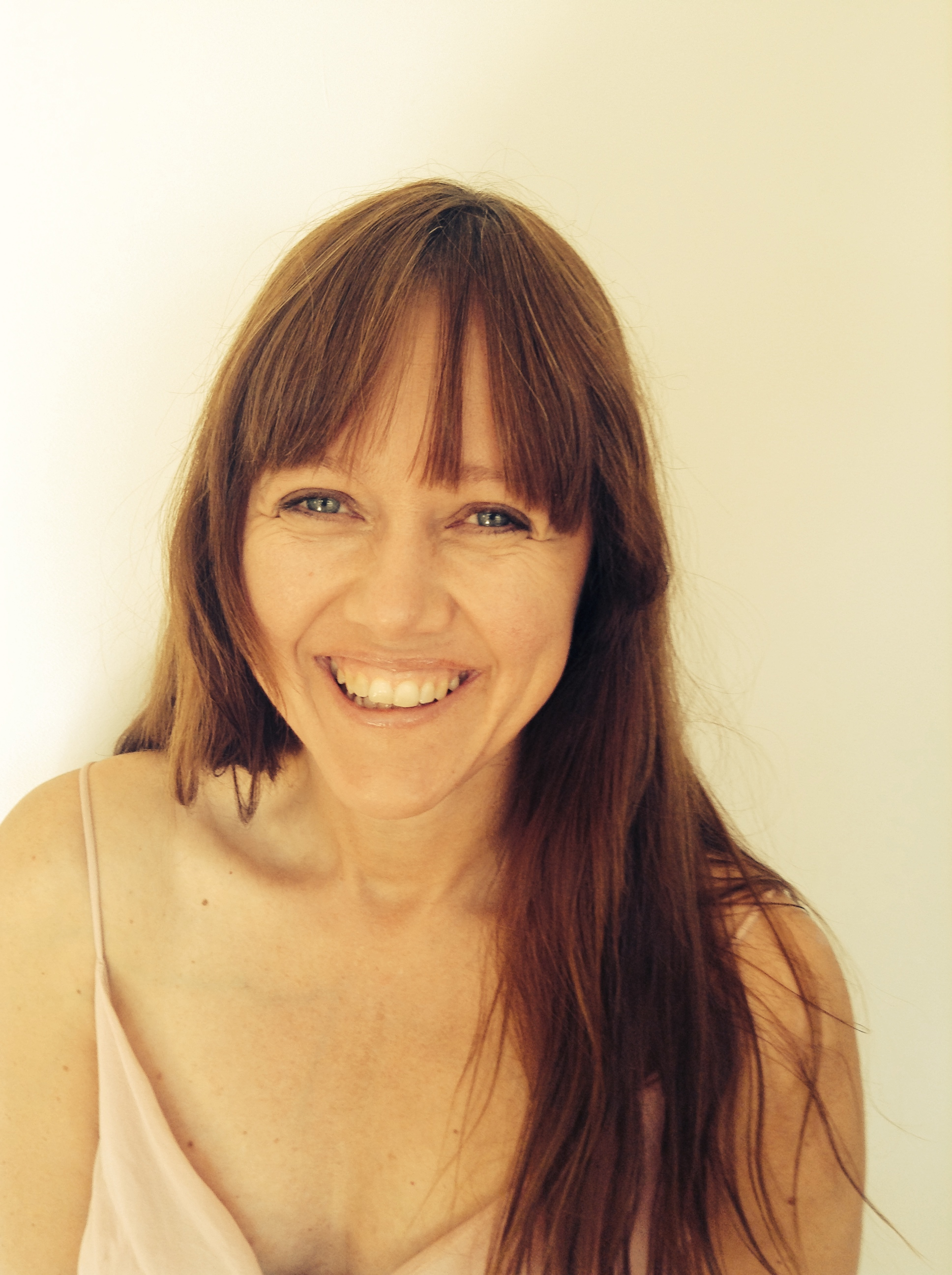
Iren Reppen (2014)

Iren Reppen, född 19 december 1965 i Harstad, är en norsk skådespelare och sångare, sedan 2009 teaterchef vid Hålogaland Teater.
Reppen debuterade 1990 på Trøndelag Teater som Julia i William Shakespeares Romeo och Julia, och spelade också Anne Frank innan hon 1992 anställdes vid Det Norske Teatret, där hon har haft stora roller som Irina i Anton Tjechovs Tre systrar, Cressida i Shakespeares Troilus och Cressida och titelrollen i Henrik Ibsen Hedda Gabler. Inom musikteatern har hon bland annat spelat Laura Isaksen i Bør Børson jr. och deltagit i teaterns shower och cabareter, som Musical Musikal, Unionsjubileumsrevyn Det folk vil ha och Cornelis Vreeswijk-föreställningen Dansa samba med meg. Hon rönte stor framgång med enkvinnoshowen Det e hardt å være mainn (utgiven på cd 1996) och Nattas prinsesse (cd 2000), där hon själv hade skrivit texterna.
Reppen medverkade i NRK-serien Vestavind (1994–1995), och hade dessutom huvudrollen i serierna Nini (1998) och Nini – den stille uke (2001), samt biroller i filmerna Krigarens hjärta (1992) och Andra halvlek (2007).

## Filmografi (urval)
- 1991 – For dagene er onde
- 1992 – Krigarens hjärta
- 1998 – Nini (TV-serie)
- 2001 – Nini – den stille uke (TV-serie)
- 2007 – Andra halvlek